# Ottrott
Ottrott (en alsacià Ottrott) és un municipi francès, situat a la regió del Gran Est, al departament del Baix Rin. L'any 1999 tenia 1.513 habitants. Limita al nord-oest amb Grendelbruch i Mollkirch, al nord amb Boersch i Rosenwiller, al nord-est amb Rosheim, Bischoffsheim i Griesheim-près-Molsheim, a l'oest amb Neuviller-la-Roche i Natzwiller, a l'est amb Obernai, a l'est amb Bernardswiller, a l'oest amb Le Hohwald i al sud amb Saint-Nabor i Barr.
Forma part del cantó de Molsheim, del districte de Molsheim i de la Comunitat de comunes de les Portes de Rosheim.

## Demografia
| 1962  | 1968  | 1975  | 1982  | 1990  | 1999  |
| ----- | ----- | ----- | ----- | ----- | ----- |
| 1.043 | 1.074 | 1.115 | 1.303 | 1.501 | 1.513 |

## Administració
| Període   | Identitat          | Partit |
| --------- | ------------------ | ------ |
| 2001-2008 | François Schreiber |        |
| 2008-     | Claude Deybach     |        |

## Agermanaments
- Saucinhac

## Galeria

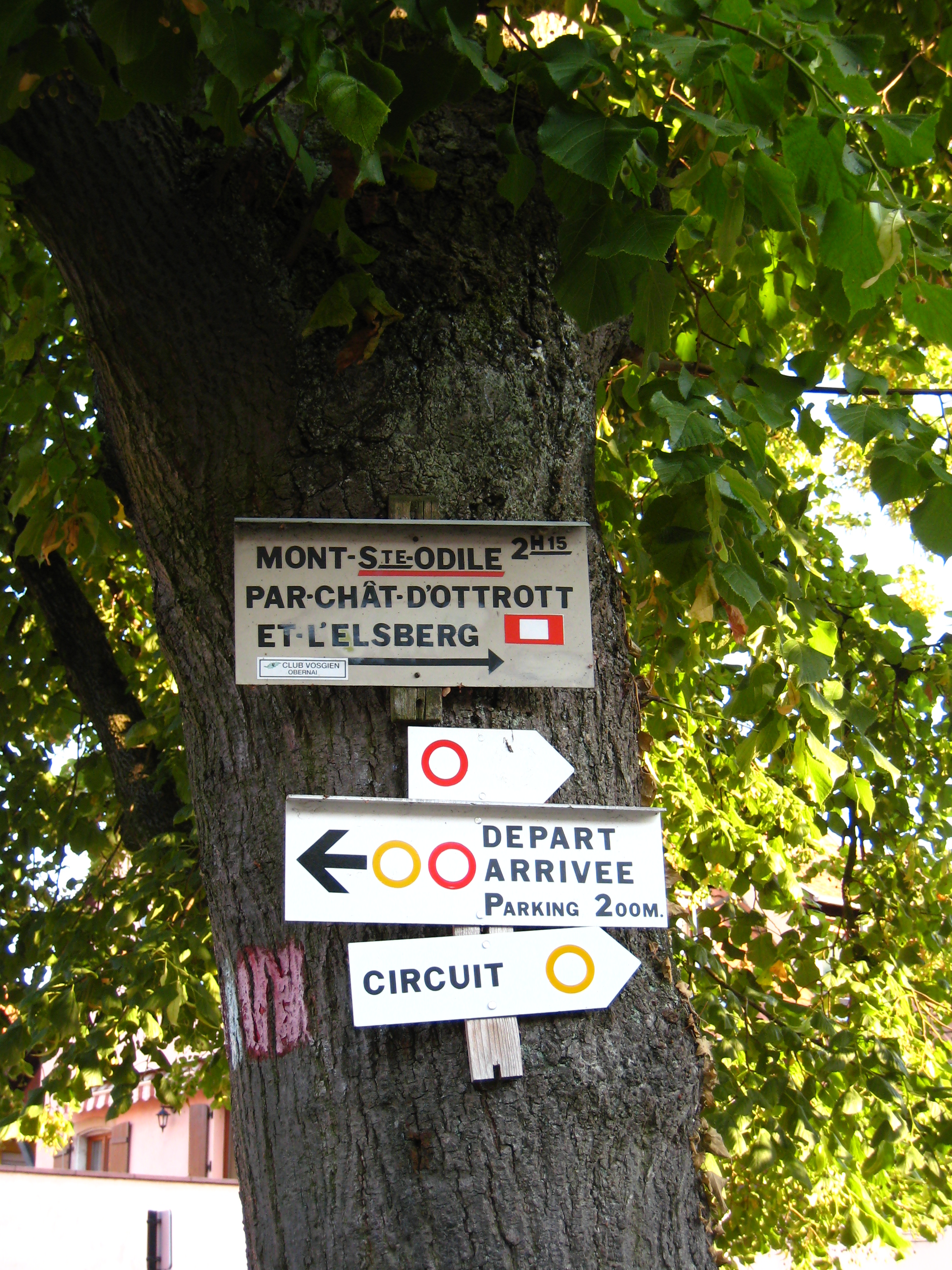
El Club Vosgien sobre la plaça des Tilleuls
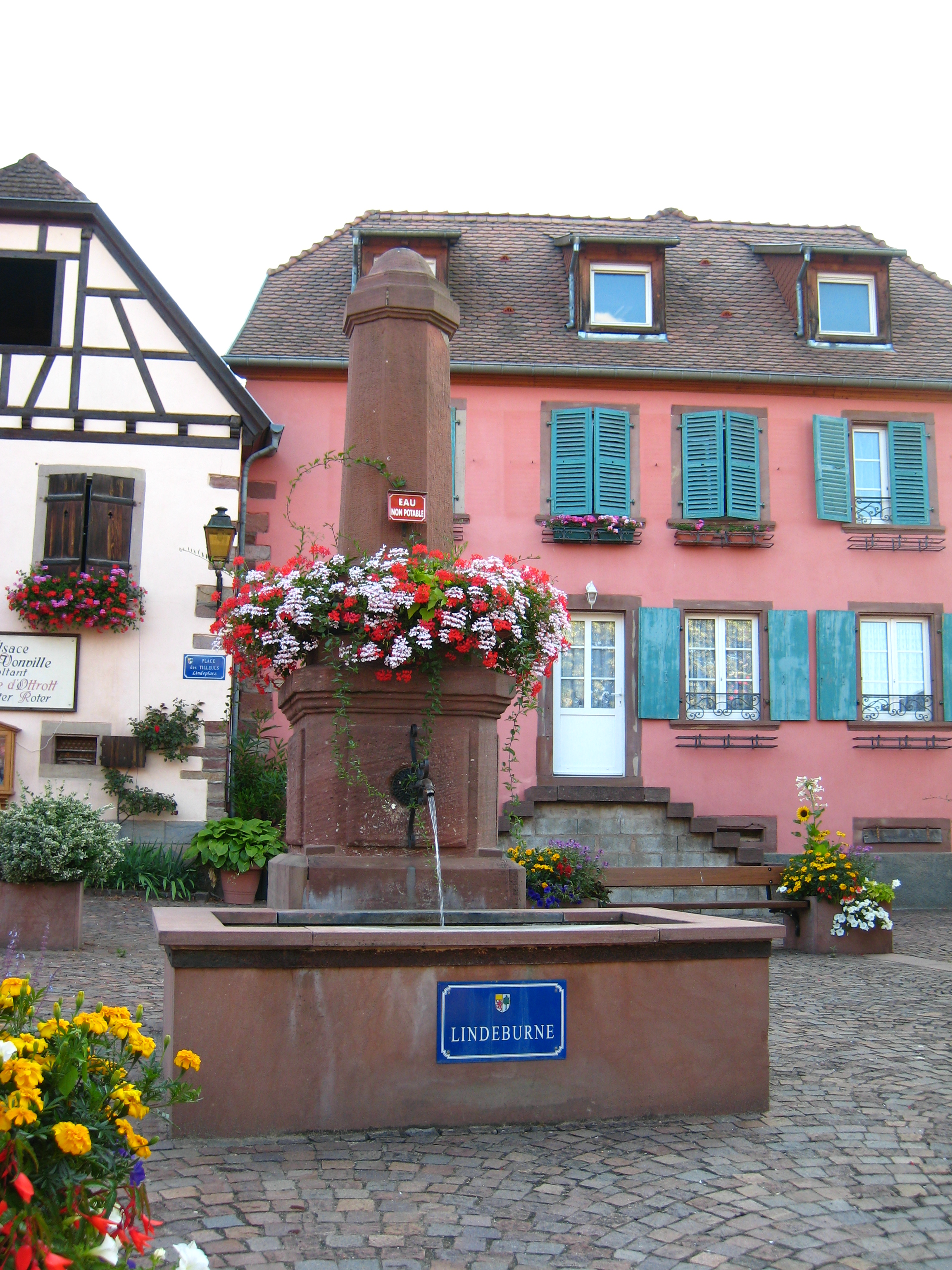
La font de la plaça des tilleuls
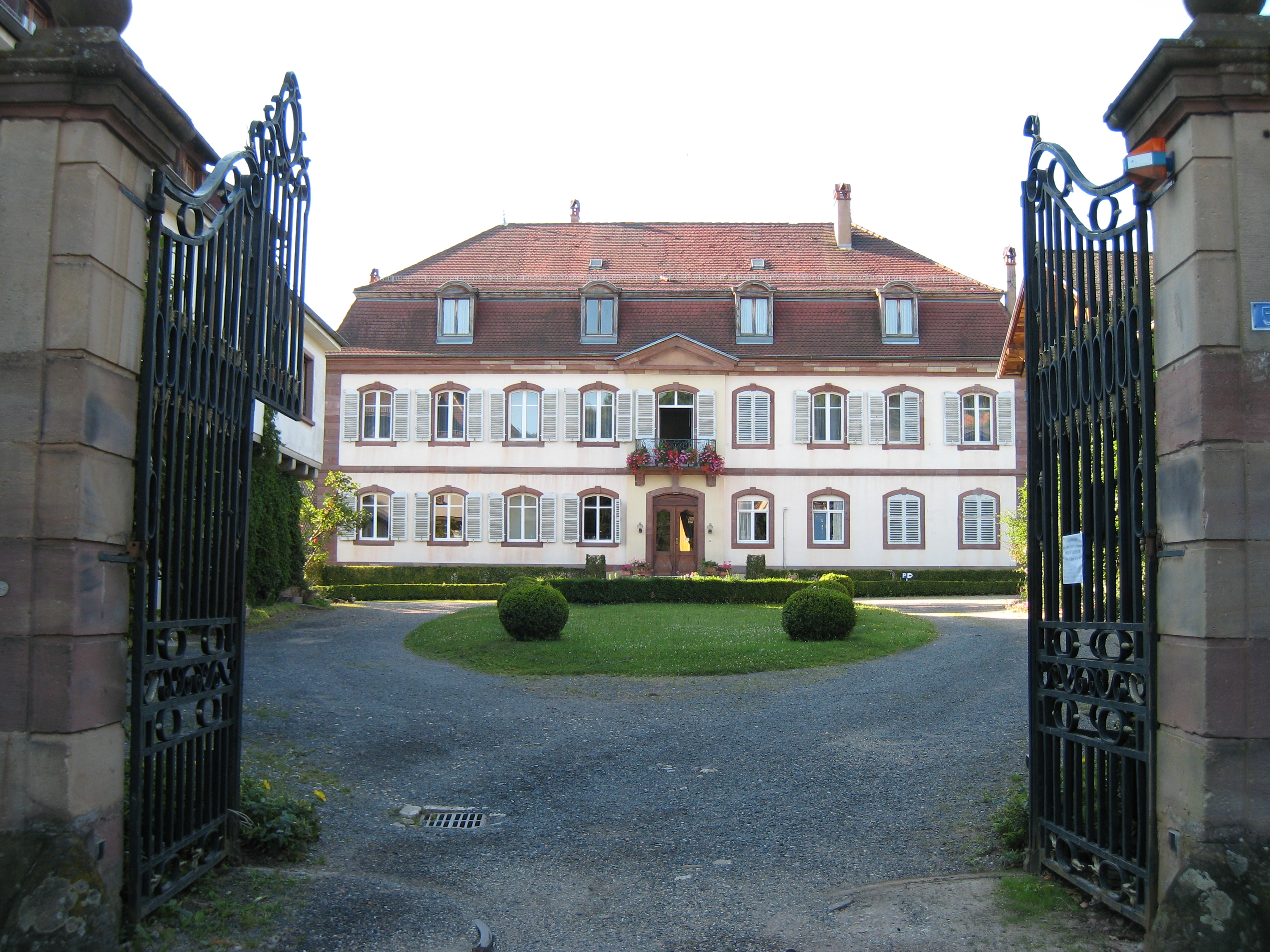
El castell de Windeck - Llar de caritat
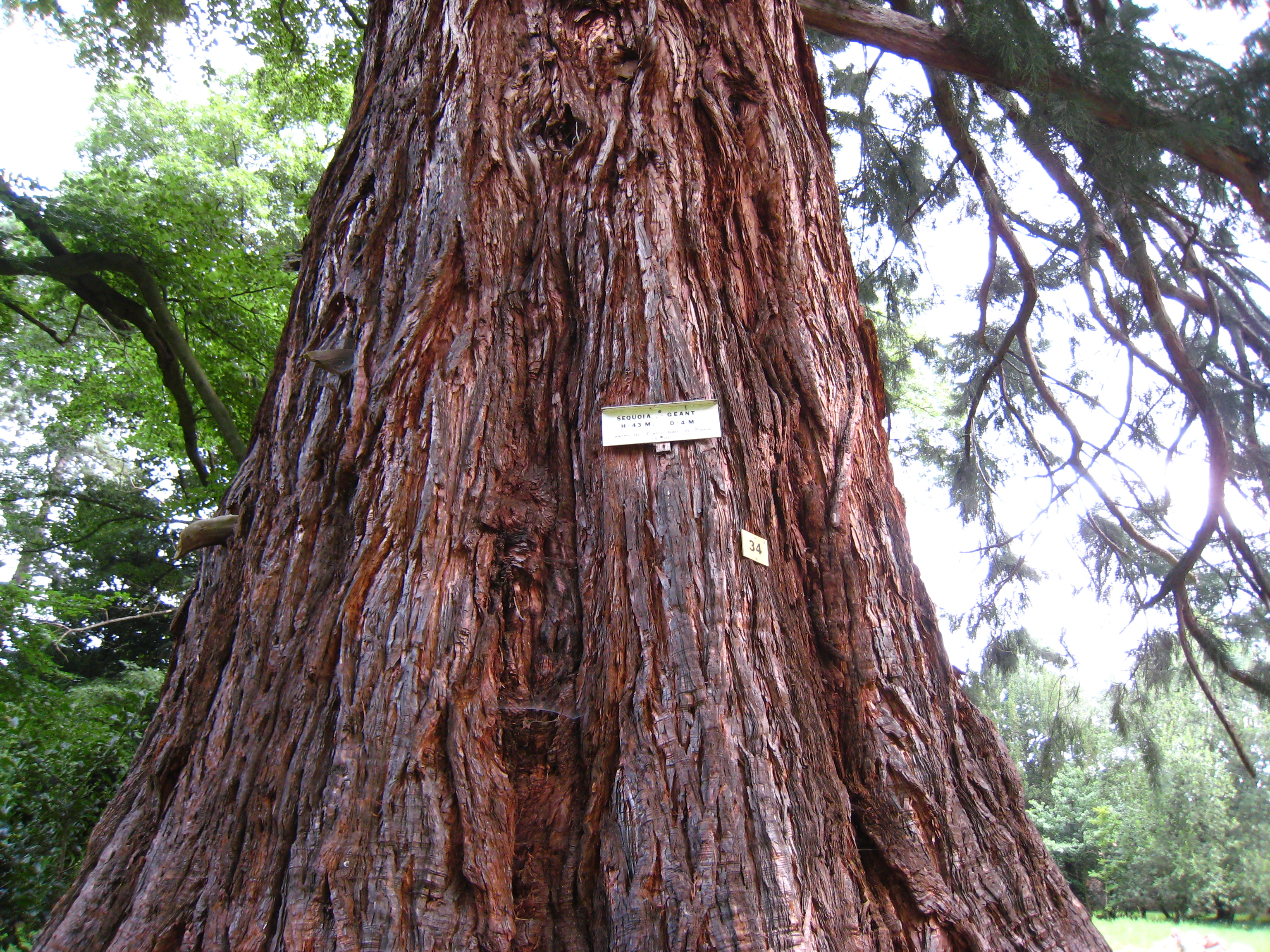
Sequoia gegant al parc de Windeck
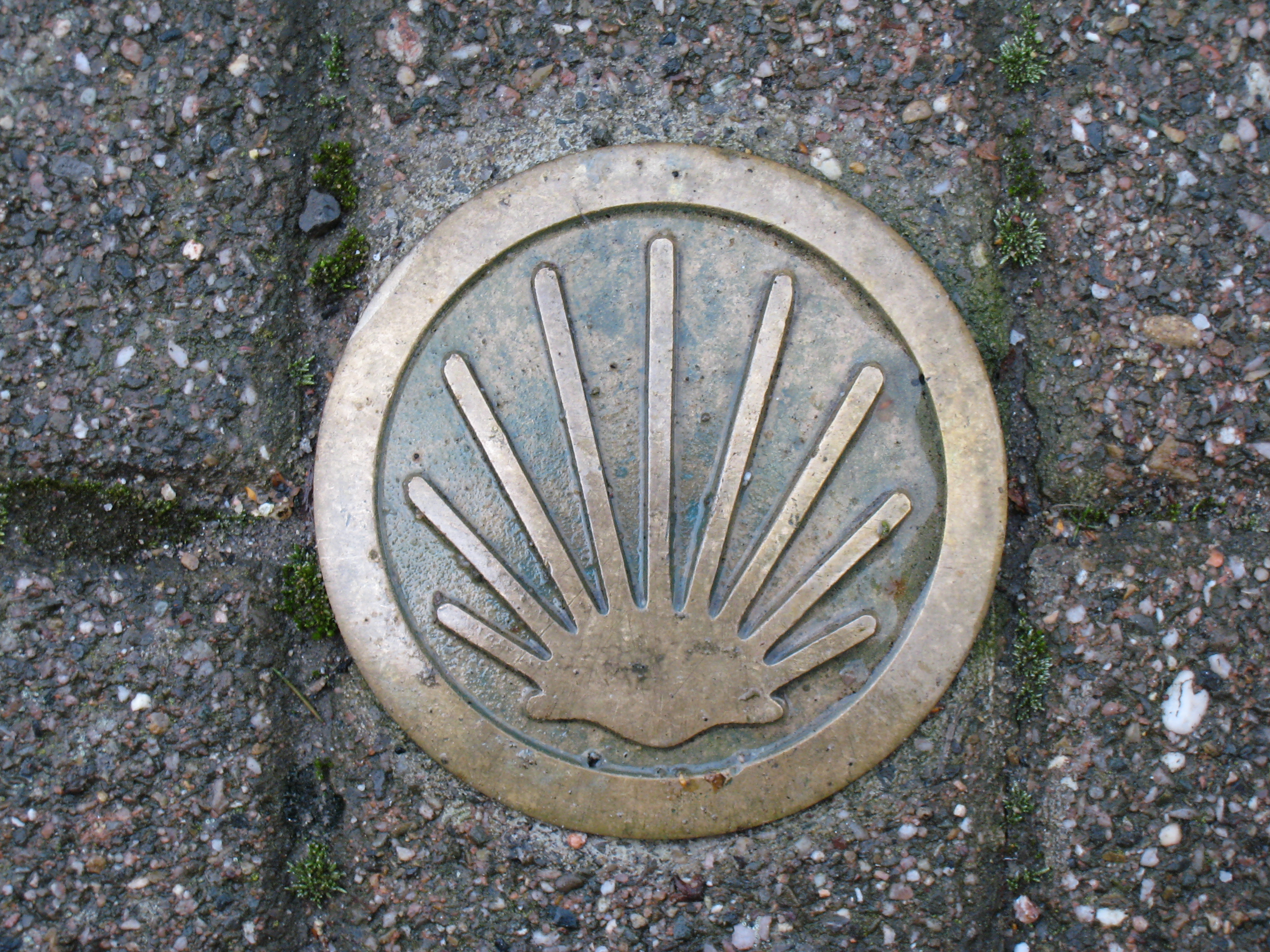
Sobre el camí de Santiago, rue Principale
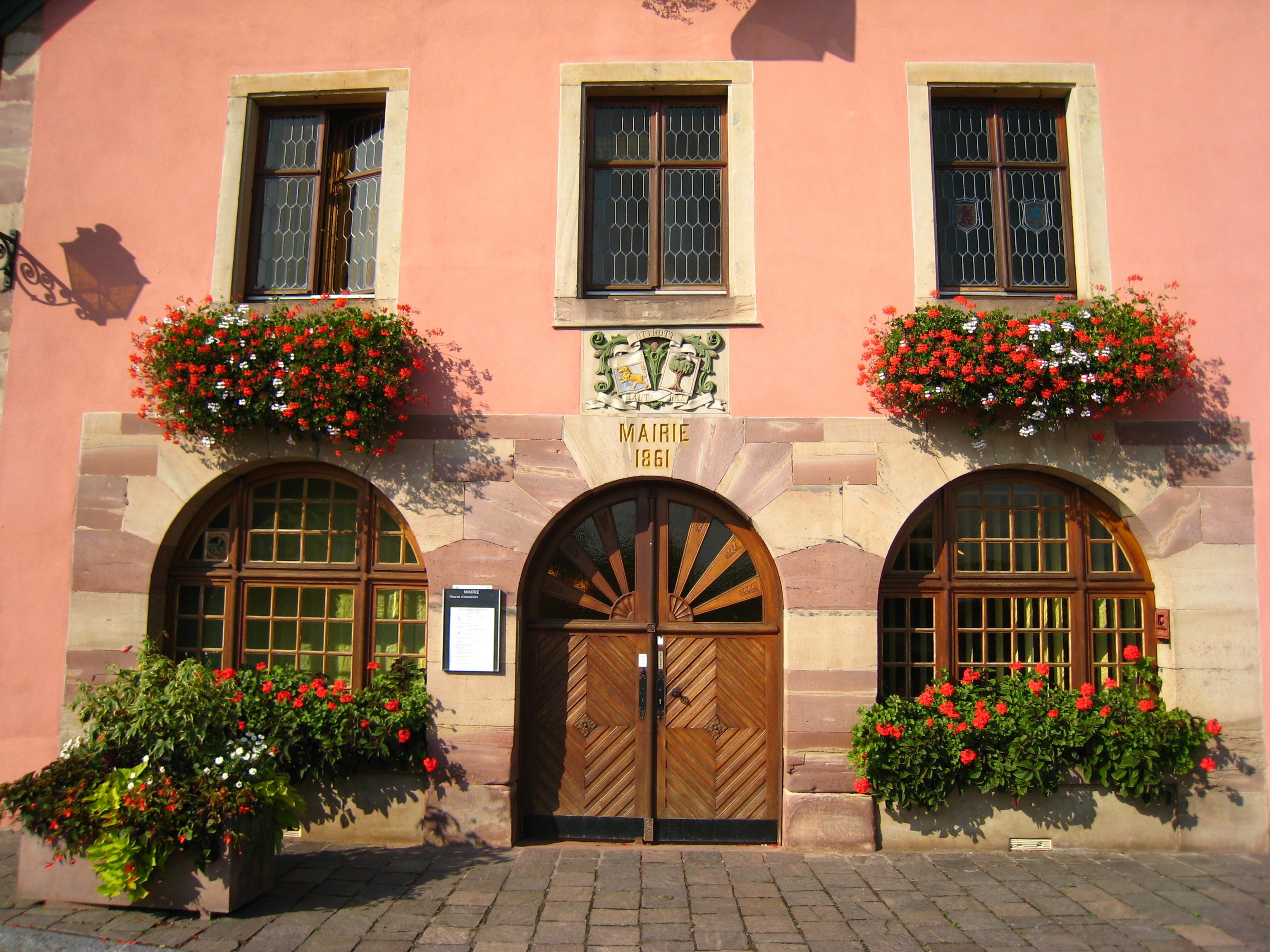
Alcaldia d'Ottrott
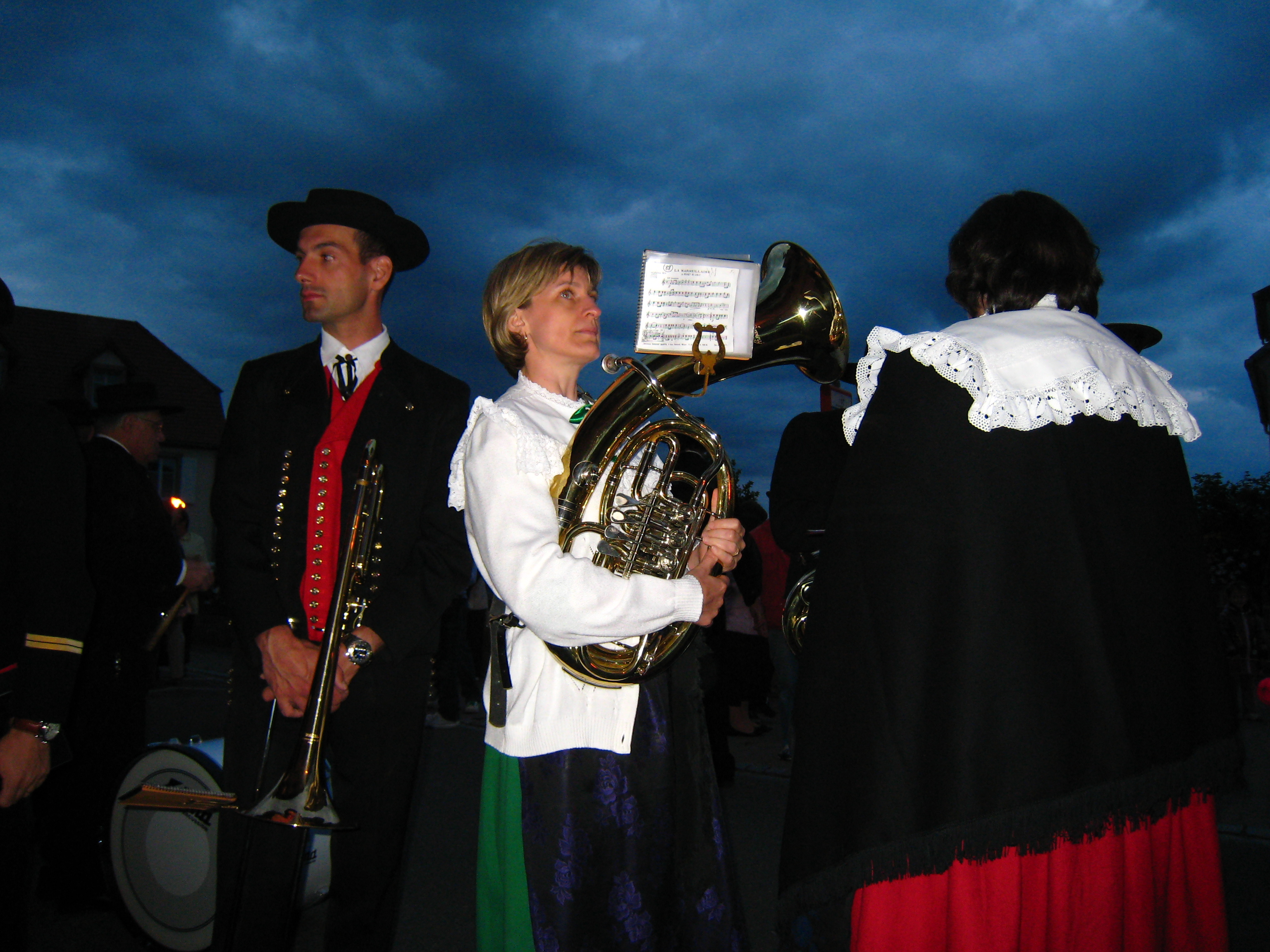
La banda municipal toca la Marsellesa el 13 de juliol
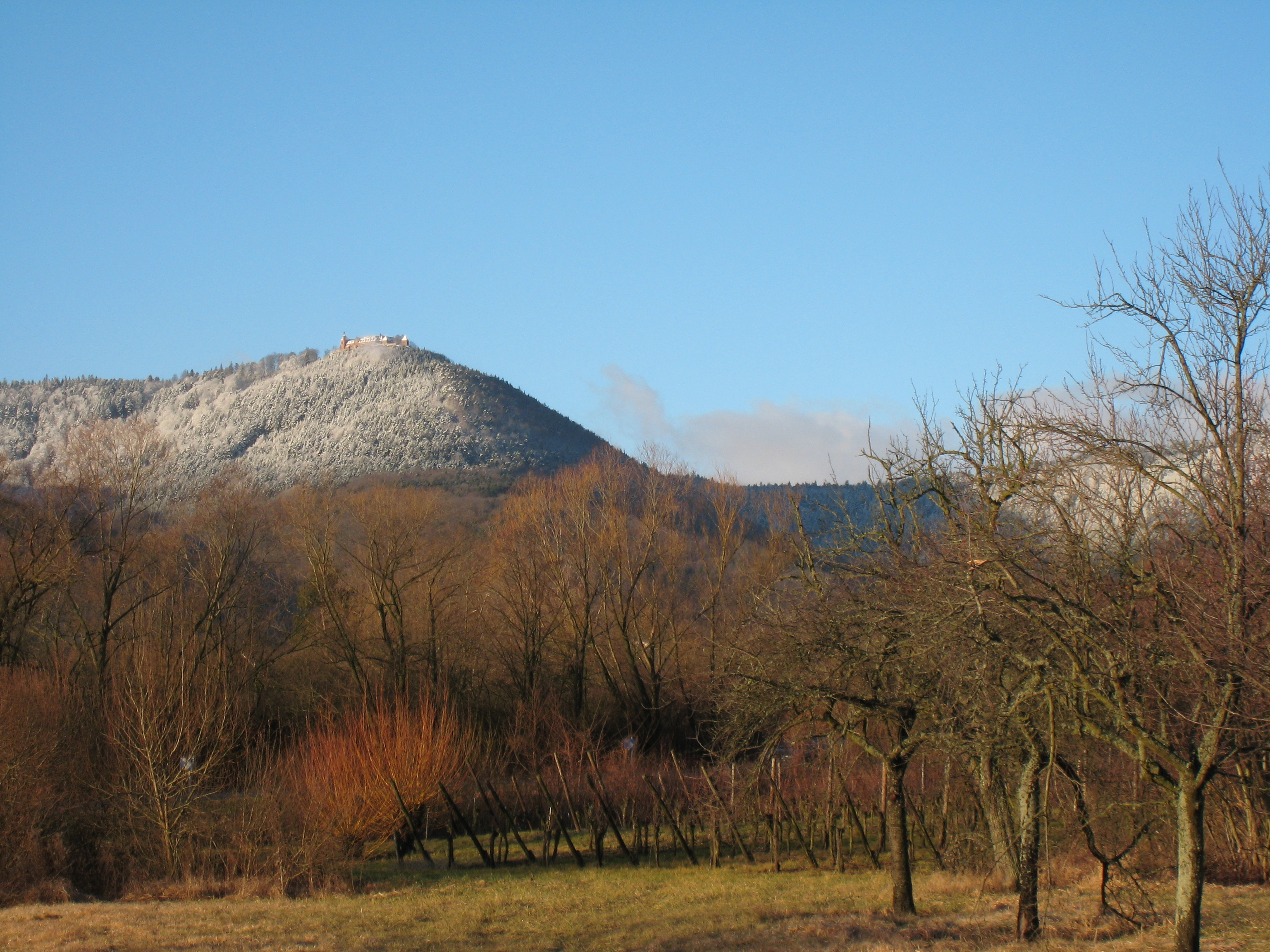
El mont Sainte-Odile a l'hivern